# 学院路站 (青岛市)
学院路站位于中华人民共和国山东省青岛市黄岛区东岳东路地下，是青岛地铁13号线的地铁车站。2018年12月26日开通。該站共有3個出入口。該站還有母嬰室、警務室、自動體外心臟去顫器等設施。